# Mikhaïl Iudóvitx
Mikhaïl Mikhàilovitx Iudóvitx (habitualment transcrit Yudovich) (Róslavl, 8 de juny de 1911, – 19 de setembre de 1987) fou un jugador, periodista, i escriptor d'escacs jueu rus.

## Biografia
Ell i en Serguei Belàvenets es varen fer molt amics des que es varen conèixer en un matx escolar el 1925, fins al punt que foren coneguts localment com a “els bessons de Smolensk”. En els anys següents, varen estudiar escacs junts amb l'oncle de Belàvenets, Konstantín Vigódtxikov.
Iudóvitx obtingué el títol de Mestre Internacional (MI) el 1950, el de Mestre Internacional d'escacs per correspondència (MIC) el 1961, i el de Gran Mestre d'escacs per correspondència (GMC) el 1973.

## Resultats destacats en competició
El 1930, empatà als llocs 5è-9è al Campionat de Moscou. El 1931, fou 4t al Campionat de Moscou, i empatà als llocs 3r a 7è al Campionat de l'URSS celebrat a Moscou (el campió fou en Mikhaïl Botvínnik). Fou Campió de l'URSS d'escacs per correspondència el 1966.

## Escriptor d'escacs
Iudóvitx fou un reputat escriptor d'escacs a l'URSS. El seu llibre de referència fora del país és The Soviet School of Chess, escrit conjuntament amb Aleksandr Kótov i publicat en anglès a Los Angeles, University Press of the Pacific 2001, ISBN 0898754151. També és conegut el seu llibre Garri Kasparov, editat el 1988 per l'editorial soviètica Raduga, ISBN 5-05-001722-X.